# Chamefyt
Een chamefyt of chamaefyt is een levensvorm van vaste planten waarvan de overwinteringsknoppen niet hoger dan 50 cm boven de grond komen. Hierdoor kunnen ze onder moeilijke omstandigheden, zoals in koude onder de sneeuw, voedselarme of droge ecosystemen toch overleven. De term wordt gebruikt in de vegetatiekunde.
Tot de chamefyten worden gerekend:
- dwergstruiken, met verhoute stengels;
- kussenplanten, met de stengels alle ongeveer even lang en dicht naast elkaar geplaatst;
- kruipende planten met bovengrondse uitlopers;
- vetplanten met verdikte of ontbrekende bladeren en verdikte stengel; daar vindt de opslag van water plaats;
- grasachtige planten, met lange smalle bladeren; bv. grassen, zeggen, russen en biezen.

Voorbeelden zijn onder andere tijm (droge omstandigheden) en struikhei (voedselarme omstandigheden).